# María Ellingsen
María Ellingsen (* 22. Januar 1964 in Reykjavík) ist eine isländische Schauspielerin.

## Leben und Karriere
María Ellingsen wurde am 22. Januar 1964 in Reykjavík geboren. Ihr Filmdebüt gab sie 1982 in dem Film Okkar á milli: Í hita og þunga dagsins. 1991 war sie in der Serie California Clan zu sehen. Bekanntheit erlangte María Ellingsen mit dem Film Mighty Ducks II – Das Superteam kehrt zurück. Zudem wurde sie 2020 für die Serie Thin Ice gecastet. Ihr schauspielerisches Schaffen für Film und Fernsehen umfasst mehr als 20 Produktionen.
Sie spricht Isländisch, Englisch, Deutsch, Dänisch und Färöisch.

## Filmografie (Auswahl)
Filme
- 1982: Okkar á milli: Í hita og þunga dagsins
- 1988: Foxtrot
- 1993: Curacao
- 1994: Mighty Ducks II – Das Superteam kehrt zurück
- 1994: Der große Frust
- 2001: No Such Thing
- 2002: Maður eins og ég
- 2014: Hraunið

Serien
- 1991: California Clan
- 2020: Thin Ice